# 細江町

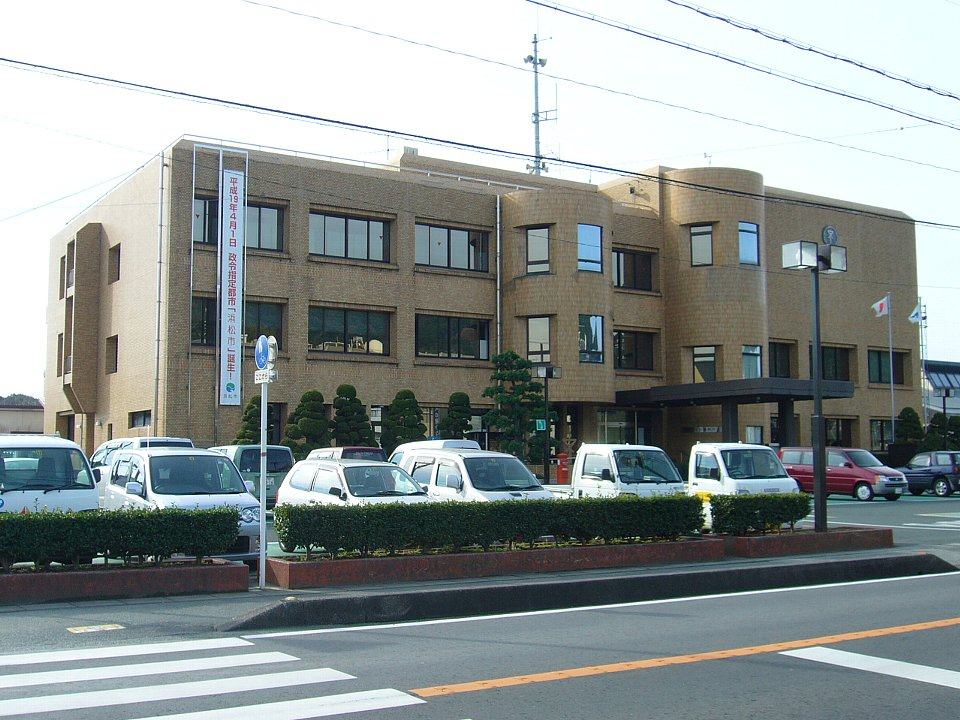
細江町役場

細江町（ほそえちょう）は、かつて静岡県引佐郡にあった町。町名は奥浜名湖の別名である「引佐細江」に由来する。

## 地理
かつての遠江国西部に位置し、静岡県を三分割する際には静岡県西部に区分される。
河川・湖沼
- 浜名湖
- 都田川
- 井伊谷川

### 隣接していた自治体
- 浜松市
- 引佐郡：三ケ日町、引佐町

## 歴史
- 1955年（昭和30年）4月1日 - 引佐郡気賀町と中川村が合併して細江町が発足する。
- 2005年（平成17年）7月1日 - 周辺11市町村とともに浜松市に編入され、自治体としての細江町は廃止される。

## 行政
2005年（平成17年）7月1日、周辺11市町村とともに浜松市へ編入され、自治体としての細江町は廃止された。合併前の細江町の区域をもって地方自治法第202条の4に基づく細江地域自治区が設置された。2007年（平成19年）4月1日に浜松市が政令指定都市へ移行したのに伴い、浜松市北区の一部となった。2012年（平成24年）3月31日には細江地域自治区が廃止された。2024年（令和6年）1月1日に浜松市の行政区が再編されたのに伴い、浜松市浜名区の一部となった。
2005年の浜松市への編入後、旧細江町役場は浜松市細江総合事務所となった。2007年の政令指定都市移行に伴い、細江総合事務所は浜松市北区役所となった。さらに2024年の行政区の再編に伴い、北区役所は浜名区役所北行政センターとなった。

## 教育

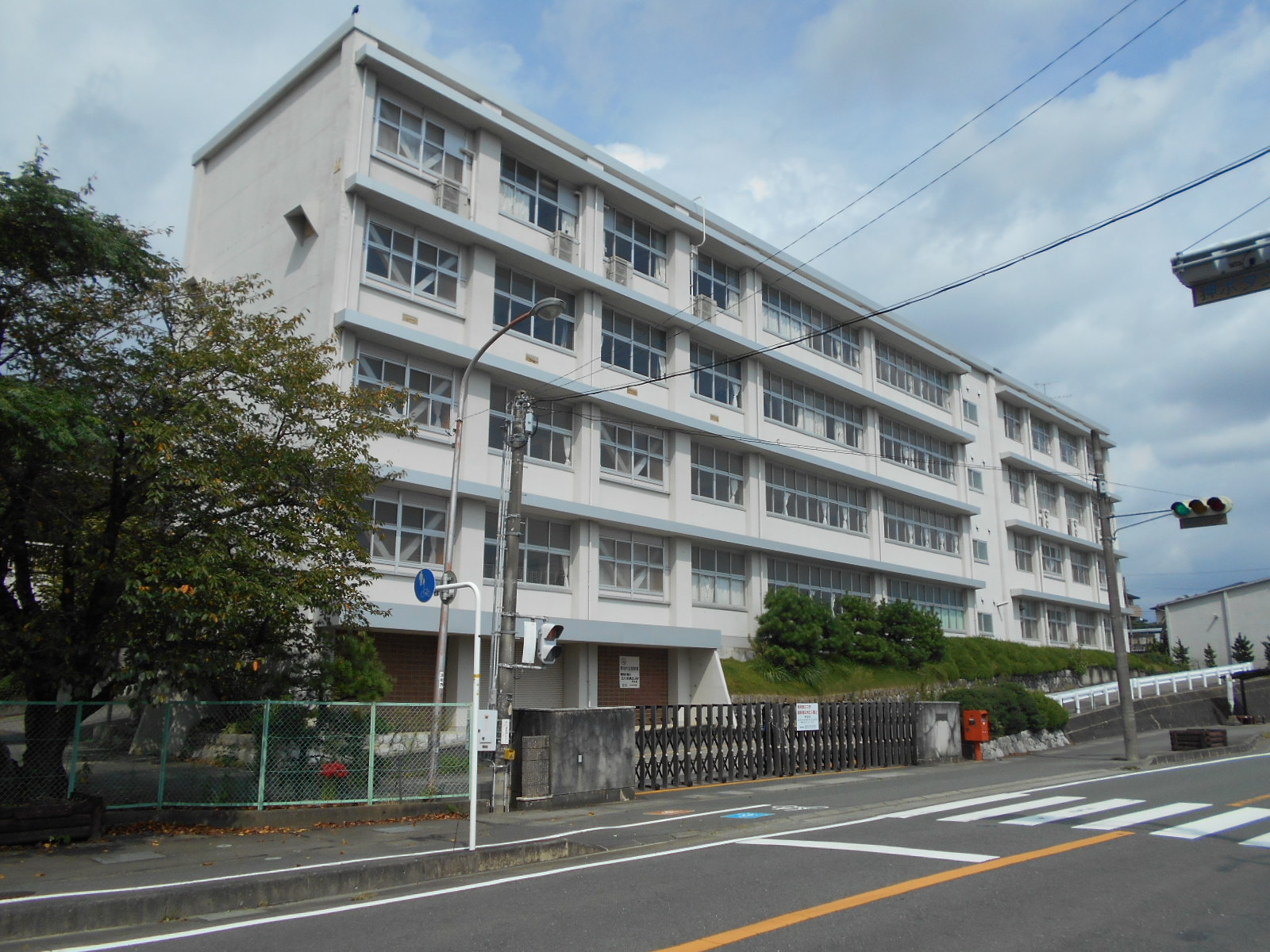
静岡県立気賀高等学校

### 小学校
- 細江町立気賀小学校
- 細江町立西気賀小学校
- 細江町立中川小学校
- 細江町立伊目小学校

### 中学校
- 細江町立細江中学校

### 高等学校
- 静岡県立気賀高等学校 - 合併後の2015年3月31日に閉校し、静岡県立引佐高等学校、静岡県立三ヶ日高等学校と合併して静岡県立浜松湖北高等学校となった。

## 主な企業
行政の規模に対して大企業が多いという特徴を持つ地域であり、静岡県西部の世界的大企業の成長を契機に、発展を遂げた。
- パルステック工業 - 検査機器・医療機器製造する上場企業。
- ローランド ‐ 音響機器を製造する上場企業。
- エフ・シー・シー - 自動車部品（クラッチ・触媒等）製造する上場企業。
- 榎本工業- 設備受託設計開発等を行う企業。

## 交通

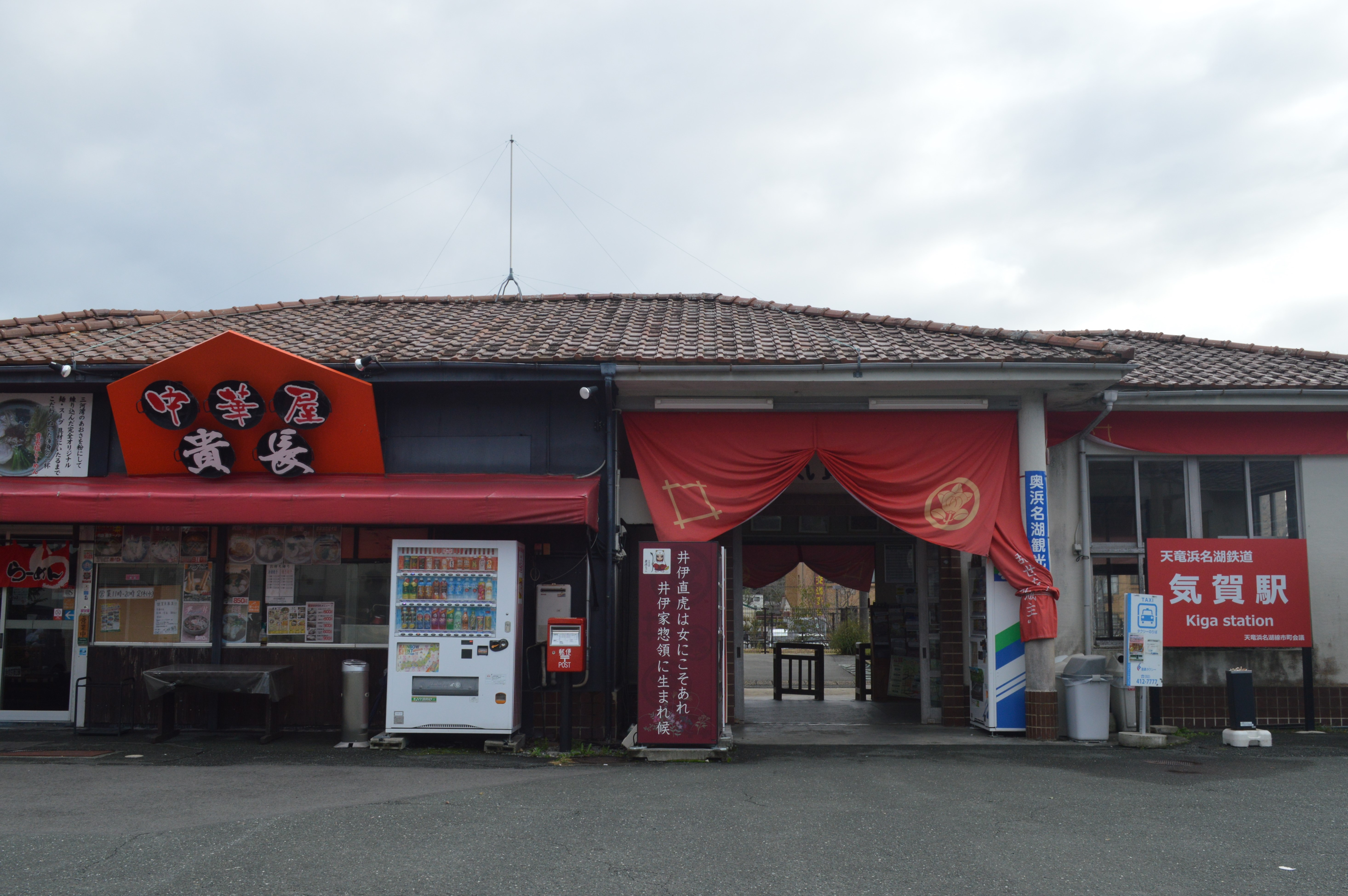
天竜浜名湖鉄道天竜浜名湖線気賀駅

### 鉄道
- 天竜浜名湖鉄道天竜浜名湖線
寸座駅 - 西気賀駅 - 気賀駅 - 気賀高校前駅（現岡地駅）

1987年（昭和62年）3月までの名称は日本国有鉄道二俣線。気賀高校前駅は第三セクター化して天竜浜名湖鉄道が開業する際に新設された。
- 遠州鉄道奥山線

遠鉄浜松駅と気賀駅を結んでいた路線。1964年（昭和39年）10月に廃止された。

### 路線バス
- 遠鉄バス 天竜浜名湖鉄道天竜浜名湖線気賀駅前に遠州鉄道細江営業所がある。
  - [40]気賀三ヶ日線(浜松駅-聖隷三方原病院-気賀駅前)
    - 浜松駅発三ヶ日方面行きと三ヶ日方面から浜松駅行きは、気賀駅前は通らない。

  - [43]引佐線(浜松駅-金指-気賀駅前)
  - その他気賀駅前から奥山、渋川方面行きのバスがある。(1日数本のみ)

### 道路
一般国道
- 国道257号
- 国道362号

主要地方道
- 静岡県道49号細江舞阪線

一般県道
- 静岡県道261号磐田細江線 姫街道と呼ばれ、細江町と浜松市街方面を結ぶ路線である。
- 静岡県道305号金指停車場和地線
- 静岡県道306号気賀停車場線
- 静岡県道320号引佐舘山寺線
- 静岡県道391号細江浜北線

## 娯楽
- 喜賀座 - 劇場・映画館（1925年〜1960年代）[4]。

## 名所・旧跡・観光スポット
- 陣座ヶ谷古墳 - 古墳時代中期の前方後円墳[5]。
- 細江神社
- 初山宝林寺 - 黄檗宗の寺院[5]。
- 長楽寺 - 真言宗の寺院[5]。
- 気賀関所 - 本坂通（姫街道）に設置された関所[5]。
- 細江町立姫街道歴史民俗資料館 - 1980年に開館した資料館[5]。
- 銅鐸公園
- 陣屋庭園（吉野屋旅館）
- 奥浜名湖展望公園

## 出身有名人
- 気賀林[6] - 幕末から明治期の豪商・開拓者。
- 野島青茲[7] - 日本画家。
- 内山絵里加 - 元静岡放送アナウンサー。現在は、フリーアナウンサー。
- みちょぱ - 本名は、池田美優。ファッションモデル、タレント、コメンテーター。
- 樽井徹 - 元野球選手、静岡県立浜松商業高等学校時代第50回選抜高等学校野球大会で優勝投手に。法政大学、河合楽器でもプレー